# Ліцензійний договір
Ліцензі́йний до́гові́р — це договір, за яким одна сторона (ліцензіар) надає другій стороні (ліцензіату) дозвіл на використання об'єкта права інтелектуальної власності (ліцензію) на умовах, визначених за взаємною згодою сторін з урахуванням вимог законодавства (ч. 1 ст. 1109 ЦК).

## Ретроспектива
Нематеріальний характер об'єктів інтелектуальної власності, обмеження прав на них у часі та просторі та низка інших відмінностей порівняно з речами послугували причиною неможливості використання існуючих законодавчих конструкцій стосовно речей до сфери інтелектуальної власності. Виникла потреба самостійного регулювання абсолютних і відносних правовідносин у сфері інтелектуальної власності. Спочатку договори в цій сфері в Україні регламентувалися на рівні окремих законів, що регулюють певні види об'єктів інтелектуальної власності, зокрема Закон України «Про авторське право і суміжні права» від 23 грудня 1993 р. у редакції від 11 липня 2001 p., Закон України «Про охорону прав на винаходи та корисні моделі» від 15 грудня 1993 р. у редакції від 1 червня 2000 p., Закон України «Про охорону прав на промислові зразки» від 15 грудня 1993 p., Закон України «Про охорону права на знаки для товарів та послуг» від 15 грудня 1993 р. тощо. На сьогодні договірні конструкції стосовно всіх об'єктів інтелектуальної власності поєднані в главі 75 ЦК, яка називається «Розпоряджання майновими правами інтелектуальної власності», та главі 76 ЦК «Комерційна концесія». Тобто незалежно від того, укладається договір щодо літературного твору, винаходу чи торговельної марки, необхідно керуватися перш за все положеннями ЦК, а потім вже спеціальними законами і лише в тій частині, в якій вони не суперечать нормам прийнятого пізніше ЦК. У ЦК серед договорів у сфері інтелектуальної власності виокремлено групу договорів щодо розпоряджання майновими правами інтелектуальної власності.
Договори щодо розпоряджання майновими правами інтелектуальної власності — це група договорів у сфері інтелектуальної власності, спрямованих на набуття, зміну або припинення майнових прав на об'єкти інтелектуальної власності.
ЦК у ст. 1107 ЦК закріплює такі види договорів щодо розпоряджання майновими правами інтелектуальної власності:
1) ліцензія на використання об'єкта права інтелектуальної власності;
2) ліцензійний договір;
3) договір про створення на замовлення і використання об'єкта права інтелектуальної власності;
4) договір про передання виключних майнових прав інтелектуальної власності;
5) інший договір щодо розпоряджання майновими правами інтелектуальної власності.

## Поняття та загальна характеристика ліцензійного договору
При укладенні зазначеного договору необхідно враховувати як положення ЦК, так і спеціального закону, який регламентує відносини, що виникають із приводу саме того об'єкта, стосовно якого вчиняється правочин. Пояснюється це тим, що в ЦК містяться загальні положення щодо всіх об'єктів інтелектуальної власності, а особливості зазначаються у спеціальних нормативних актах. Можливість укладення ліцензійного договору є однією зі складових майнових прав інтелектуальної власності. У випадку його реалізації правоволодільцем відбувається добровільне звуження прав ліцензіара, оскільки розширюється коло осіб, які можуть використовувати належний йому об'єкт. Тобто, укладаючи ліцензійний договір, правовласник ніби знімає з контрагента вста- новлену законодавством заборону на використання зазначеного об'єкта інтелектуальної власності.
Предметом ліцензійного договору є ліцензія (дозвіл на використання об'єкта права інтелектуальної власності), а об'єктом — винахід, корисна модель, промисловий зразок, торговельна марка, компонування інтегральної мікросхеми, сорт рослин чи порода тварин, об'єкт авторського права чи суміжних прав. Таким чином, якщо у вигляді договору оформляється дозвіл на використання запатентованих об'єктів інтелектуальної власності, об'єктів авторського права чи суміжних прав, за своєю природою це буде ліцензійний договір, незалежно від того, яку назву дадуть йому сторони. Наприклад, як у літературі, так і на практиці досить широкого поширення набула класифікація авторських договорів на видавничий, сценарний тощо. Таке розмежування договорів у сфері інтелектуальної власності проводиться залежно від сфери застосування творів науки, літератури чи мистецтва. Однак у будь-якому з цих випадків кожен із цих договорів охоплюється поняттям ліцензійного договору, оскільки надається право на використання об'єкта авторського права. Про це свідчить, зокрема, положення ч. 8 ст. 1109 ЦК, відповідно до якого, якщо в ліцензійному договорі про видання або інше відтворення твору винагорода визначається у вигляді фіксованої грошової суми, то в договорі має бути встановлений максимальний тираж твору. Із позиції наведеної класифікації ця умова характерна для видавничого договору і направлена вона на захист прав особи, яка має майнові авторські права.
Сторонами ліцензійного договору є ліцензіар і ліцензіат, якими можуть бути як фізичні, так і юридичні особи. Ліцензіар — це особа, якій належать виключні майнові права інтелектуальної власності, тобто особа, яка має майнові авторські чи суміжні права, власник охоронного документу на винахід, корисну модель, промисловий зразок, торговельну марку, компонування інтегральної мікросхеми, сорт рослин чи породу тварин. Ліцензіат — це особа, якій надано дозвіл на використання об'єкта права інтелектуальної власності (ліцензію)

## Зміст ліцензійного договору
Зміст ліцензійного договору становлять погоджені сторонами умови договору на їх власний розсуд та умови, які є обов'язковими відповідно до положень законодавства. При визначенні змісту договору сторони керуються приписами нормативно-правових актів та принципом свободи договору. При цьому умови ліцензійного договору, які суперечать положенням чинного законодавства України або порівняно з ними погіршують становище правоволодільця, є нікчемними (ч. 9 ст. 1109, ч. 2 ст. 1111 ЦК). Аналогічні правила містяться, зокрема, і в нормах пунктів 3, 7 ст. 33 Закону України «Про авторське право і суміжні права», відповідно до яких умови договору, що погіршують становище автора (його правонаступника) порівняно зі становищем, встановленим чинним законодавством, або обмежують право автора на створення майбутніх творів на зазначену у договорі тему чи у зазначеній галузі, є недійсними. З урахуванням природи ліцензійного договору законодавство передбачає, що у ліцензійному договорі визначаються такі умови:
- вид ліцензії;
- сфера використання об'єкта права інтелектуальної власності (конкретні права, що надаються за договором, способи використання зазначеного об'єкта, територія та строк, на які надаються права, тощо);
- розмір, порядок і строки виплати винагороди за використання об'єкта права інтелектуальної власності (ч. З ст. 1109 ЦК);
- якщо в ліцензійному договорі про видання або інше відтворення твору винагорода визначається у вигляді фіксованої грошової суми, то в договорі має бути встановлений максимальний тираж твору (ч. 8 ст. 1109 ЦК);
- якщо ліцензійний договір укладається стосовно торговельної марки, то він повинен містити умову про те, що якість товарів і послуг, виготовлених чи наданих за ліцензійним договором, не буде нижчою від якості товарів і послуг власника свідоцтва і що останній здійснюватиме контроль за виконанням цієї умови (п. 8 ст. 16 Закону України «Про охорону прав на знаки для товарів і послуг»).

Перелік наведених умов не є вичерпним, оскільки в силу свободи договору сторони за бажання можуть включити в договір також інші умови. Враховуючи той факт, що ліцензійний договір на рівні ЦК врегульований уперше, законодавчо закріплено низку загальних правил, які застосовуються за відсутності певних із вищенаведених та зазначених у ч. З ст. 1109 ЦК умов. Це дає можливість вважати ліцензійний договір укладеним навіть за відсутності домовленостей щодо цих умов. Так, якщо у договорі не зазначено вид ліцензії, то вважається, що за ліцензійним договором надається невиключна ліцензія (ч. 4 ст. 1109 ЦК). Що стосується сфери використання об'єкта права інтелектуальної власності, то у разі відсутності в договорі умови про територію, на яку поширюються надані права на використання об'єкта права інтелектуальної власності, дія ліцензії поширюється на територію України (ч. 7 ст. 1109 ЦК України). Оскільки потреба в укладенні та дії ліцензійного договору виникає лише під чинності виключних майнових прав, то строк наданих прав повинен закінчуватися не пізніше спливу строку чинності виключного майнового права на визначений у договорі об'єкт права інтелектуальної власності. За відсутності у договорі умови про строк договору він вважається укладеним на строк, що залишився до спливу строку чинності виключного майнового права на визначений у договорі об'єкт права інтелектуальної власності, але не більше ніж на п'ять років. Якщо за шість місяців до спливу зазначеного п'ятирічного строку жодна зі сторін не повідомить письмово іншу сторону про відмову від договору, договір вважається продовженим на невизначений строк. У цьому випадку кожна зі сторін може в будь-який час відмовитися від договору, письмово повідомивши про це другу сторону за шість місяців до розірвання договору, якщо більший строк для повідомлення не встановлений за домовленістю сторін (ч. 1, ст. 1110 ЦК).

## Ліцензійний договір на торговельну марку
Деякі особливості має ліцензійний договір на торговельну марку. Оскільки основна функція торговельної марки — розрізняльна, тривалий час не допускалося укладення ліцензійного договору щодо зазначеного об'єкта інтелектуальної власності. Однак на сьогодні існує своєрідний законодавчий компроміс — можна надати право використання торговельної марки зацікавленій особі за умови відсутності негативних наслідків для споживачів. Забезпечується це шляхом закріплення вищезазначеної істотної умови: ліцензійний договір повинен містити умову про те, що якість товарів і послуг, виготовлених чи наданих за ліцензійним договором, не буде нижчою від якості товарів і послуг власника свідоцтва і що останній здійснюватиме контроль за виконанням цієї умови (ч. 8 ст. 17 Закону України «Про охорону прав на знаки для товарів і послуг»). У зв'язку з наявністю контролю за використанням торговельної марки споживач може бути впевненим, що у цьому випадку товари виготовляються і послуги надаються за тими ж нормами і критеріями, що і ліцензіаром. Недотримання цієї умови ліцензіатом негативно вплине перш за все на ділову репутацію власника охоронного документу, а тому останній зацікавлений у здійсненні контролю за якістю результатів діяльності, що випускаються під його торговельною маркою. Таким чином, у випадку укладення ліцензійного договору для споживача розрізняльна функція торговельної марки змінюється функцією гарантії певної якості. Однак слід враховувати, що якщо все ж таки ліцензіат неналежним чином виготовив товар чи надав послуги, то відсутній законодавчий механізм висунення претензій споживачем безпосередньо до власника майнових прав на торговельну марку. У цьому випадку відповідальність настає на загальних підставах: перед споживачем відповідає залежно від укладеного договору — продавець, виготовлювач, підрядник тощо.
Ліцензіат може бути наділений правом видачі субліцензій. Субліцензійний договір — це договір, за яким ліцензіат надає іншій особі (субліцензіату) субліцензію на використання об'єкта права інтелектуальної власності. У цьому разі відповідальність перед ліцензіаром за дії субліцензіата несе ліцензіат, якщо інше не встановлено ліцензійним договором (ч. 2 ст. 1109 ЦК). При укладенні субліцензійного договору потрібно враховувати, що обсяг наданих за ним прав не може виходити за межі повноважень за основним ліцензійним договором, а у випадку визнання недійсним останнього є недійсним і субліцензійний договір. Винагорода за ліцензійним договором за вибором сторін може бути встановлена у вигляді фіксованої грошової суми (паушальний платіж), періодичних платежів (роялті) чи їх поєднання (комбінованих платежів). Законодавством України передбачається можливість розроблення зразків договорів та затвердження типових ліцензійних договорів уповноваженими відомствами або творчими спілками (ст. 1111 ЦК, п. 4 ст. 33 Закону України «Про авторське право і суміжні права»).

## Актуальні питання використання ліцензійного договору
На сьогодні має місце певна невідповідність норм спеціальних законів і ЦК, в тому числі і стосовно договірних конструкцій у сфері інтелектуальної власності. Безумовно, з часом ці суперечності будуть усунуті, а на сьогодні слід керуватися загальним пра- вилом: у випадку наявності двох законів, які по-різному вирішують певне питання, застосовується більш пізній нормативний акт, тобто у нашому випадку — ЦК. Особливо наглядно зазначену невідповідність видно на прикладі назв авторських договорів. Так, відповідно до ст. 32 Закону України «Про авторське право і суміжні права» передача права на використання твору іншим особам може здійснюватися на основі авторського договору про передачу виключного права на використання твору або на основі авторського договору про передачу невиключного права на використання твору.
За авторським договором про передачу виключного права на використання твору автор (чи інша особа, яка має виключне авторське право) передає право використовувати твір певним способом і у встановлених межах тільки одній особі, якій ці права передаються, і надає цій особі право дозволяти або забороняти подібне використання твору іншим особам. При цьому за особою, яка передає виключне право на використання твору, залишається право на використання цього твору лише в частині прав, що не передаються. За авторським договором про передачу невиключного права на використання твору автор (чи інша особа, яка має авторське право) передає іншій особі право використовувати твір певним способом і у встановлених межах. При цьому за особою, яка передає невиключне право, зберігається право на використання твору і на передачу невиключного права на використання твору іншим особам. Якщо розглянути зазначені визначення по суті з позиції класифікації договорів у сфері інтелектуальної власності в ЦК, то фактично авторський договір про передачу виключного права на використання твору — це не що інше як ліцензійний договір, який опосередковує видачу виключної ліцензії, а авторський договір про передачу невиключного права на використання твору — це ліцензійний договір, який опосередковує видачу невиключної ліцензії. Слід звернути увагу, що на відміну від ЦК України від 18 липня 1963 p., відповідно до ст. 162 якого одностороння відмова від виконання зобов'язання й одностороння зміна умов договору не допускається, окрім випадків, передбачених законом, ЦК від 16 січня 2003 р. у ст. 525 розширює коло винятків із загального правила, надаючи також право сторонам самостійно передбачати в договорі такі підстави. Що стосується спеціальних норм, які регламентують ліцензійний договір, то відповідно до п. 2 ст. 1110 ЦК дострокове припинення дії ліцензійного договору можливе за ініціативою будь- якої сторони. Зокрема, ЦК передбачає, що ліцензіар може відмовитися від ліцензійного договору у разі порушення ліцензіатом встановленого договором терміну початку використання об'єкта права інтелектуальної власності.
Доречно підкреслити, що оскільки підстава названа досить широко, то можливі дві ситуації:
1) ліцензіат почав використання об'єкта до настання права на це;
2) ліцензіат своєчасно не приступив до використання об'єкта.
Що стосується першого випадку, то якщо ліцензіат почав використання об'єкта до зазначеного в договорі строку, він розглядається як і будь-яка інша особа, яка порушує права володільця виключних прав, і повинен нести відповідальність на загальних підставах. Більший інтерес викликає випадок, коли ліцензіат своєчасно не приступив до використання об'єкта, говорячи інакше, не використовує об'єкт, незважаючи на те, що має на це право. Оскільки законодавчо строк невикористання не закріплений, то наявність такої безумовної підстави для односторонньої відмови від договору не можна назвати виправданою. На наш погляд, підстава для односторонньої відмови ліцензіаром від договору у разі порушення ліцензіатом встановленого договором терміну початку використання об'єкта права інтелектуальної власності доречна за наявності однієї з двох умов: видачі виключної ліцензії або у випадку, коли розмір ліцензійних платежів залежить від обсягу використання об'єкта. Усі інші екстрені випадки з урахуванням конкретних обставин сторони можуть самі передбачити у договорі. Не досить чітким є також положення п. 2 ст. 1110 ЦК, відповідно до якого ліцензіар або ліцензіат можуть відмовитися від ліцензійного договору у разі порушення другою стороною інших умов договору. Тому ця норма практично може бути реалізована лише за умови, що сторони в договорі чітко передбачили, порушення яких саме умов договору може слугувати підставою для відмови від нього в односторонньому порядку.